# Allison Road
Allison Road é um jogo de terror em primeira pessoa para Linux, Microsoft Windows e MacOS criado pela Lilith Ltd e anteriormente seria publicado pela Team17. Ele foi considerado um sucessor espiritual do P.T., a demonstração jogável do jogo Silent Hills o qual acabou sendo cancelado. Antes de ser financiado pela Team17, o desenvolvimento do jogo foi feito por um fã. Atualmente o jogo está sendo desenvolvido por uma equipe menor de indivíduos e não mais a Team17 que abandonou o projeto, chegando até mesmo a anunciar seu cancelamento.

## Jogabilidade
A jogabilidade de Allison Road é semelhante à do P.T., apresentando um mínimo enredo em que o jogador deve resolver. Apesar de não querer revelar muito do jogo, os desenvolvedores declararam que a versão completa pode ser ligeiramente diferente. De acordo com a equipe de desenvolvimento, "há algumas coisas que não aparecem no vídeo; o inventário é uma delas." A maioria dos objetos encontrados pelo jogador na sua casa pode ser interagido ou inspecionado, e o jogador é apresentado no teaser sendo capaz de pegar armas brancas, como um cutelo de carne.

## Enredo
O jogador controla uma protagonista sem nome que desperta em sua moradia, com dor de cabeça, que exclama que ele precisa encontrar Aspirina. Ao explorar o andar térreo de sua casa, o protagonista expressa confusão ao ver coisas que deveriam ser familiares como objetos e fotografias, sugerindo que ele também está sofrendo de amnésia. Depois de achar uma caixa de Lemsip, que é um remédio para gripe vendido na Inglaterra, o protagonista diz que ele precisa de água para tomá-los, enquanto procura a casa, gradualmente, tornando-se afetada aos poucos por uma entidade sobrenatural de algum tipo. Enquanto o jogador explora a casa, vê fotos e cartas que sugerem que sua família foi vítima de um crime hediondo. A maioria dos quartos, incluindo o jardim e o pátio da casa, pode ser explorado pelo jogador. Embora algumas portas são inicialmente trancadas mas depois podem ser abertas no decorrer do jogo. Nos momentos finais do trailer, o jogador descobre uma figura macabra que se assume ser o fantasma de sua esposa, e antes de ataca-lo a tela escurece.

## Desenvolvimento
Em 1 de julho de 2015, um vídeo de 13 minutos foi lançado. O estilo era considerado uma homenagem ao P.T., a demonstração jogável de Silent Hills. O jogo estava sendo desenvolvido com o motor gráfico Unreal Engine 4. Para financiar o jogo, desenvolvedor de Lilith Ltd. criou um Kickstarter pedindo de 250.000 libras para ajudar no financiamento. no Entanto, a campanha foi cancelada já que a Team17 passou a participar da produção do jogo. Versões para Xbox One e PlayStation 4 não foram confirmadas. Após chegarem a cancelar o jogo pela saída da Team17 o estúdio que estava a frente do projeto no começo reassumiu.
Esse estúdio é o Far from Home e consiste em Kesler e sua esposa.